# Robert Stoltz
Robert Stoltz, oftast kallad Stoltz, föddes 10 augusti 1976 i Sverige och är en svensk före detta fotbollsspelare (försvarare).

## Karriär
Karriären som fotbollsspelare startade i Luleå-klubben Lira BK. Spelade även för Bodens BK. Kom till Kalmar FF under sommaren 2004. I november 2005 skrev Stoltz på ett treårskontrakt med start 1 december 2005 för Djurgårdens IF som behövde en ersättare för Fredrik Stenman som sålts till Bayer Leverkusen. Hann spela med DIF redan i Royal League 2005/06. Ordinarie som vänsterback i Djurgårdens IF under år 2006. Inför säsongen 2007 köpte Djurgården Jan Tauer som ett vänsterbacksalternativ och därefter hamnade Stoltz oftast utanför truppen till de allsvenska matcherna. I slutet av februari 2008 lånades Stoltz ut till Enköpings SK i Superettan för säsongen 2008 för att få speltid. I samband med utlåningen, som sträcker sig kontraktstiden ut i Djurgården, tackade Djurgården Stoltz för hans tid i klubben och Stoltz utesluter inte en fortsättning i Enköping enligt respektive klubbars webbplatser.
Efter säsongen 2008 blev Stoltz kontraktlös och i Enköpings trupp för säsongen 2009 fanns inte Robert Stoltz med. I en intervju med tidningen Norrbottens-Kuriren i februari 2009 talar mycket för att Stoltz elitfotbollskarriär är över.

## Klubbar
- Enköpings SK (2008, lån)
- Djurgårdens IF (2005-2008)
- Kalmar FF (2004-2005)
- Bodens BK (2003-2004)
- Lira BK (moderklubb)

## Säsongsfacit: ligamatcher / mål
- 2008: 18 / 0
- 2007: 7 / 1
- 2006: 20 / 0
- 2005: 25 / 0
- 2004: 27 / 0, varav 15 / 0 i Boden och 12 / 0 i Kalmar
- 2003: 27 / 1